# Саги о Посошниках
«Саги о Посошниках» (др.-сканд. ᛒᛟᚷᛚᚢᛝᚨ ᛊᛟᚷᚢᚱ, Böglunga sögur) — одна из «саг о недавних событиях», рассказывающая о гражданской войне в Норвегии в начале XIII века.
В центре повествования — участие партии Посошников (баглеров) в гражданской войне, начавшейся после смерти узурпатора Сверрира; автор саги сделал тенденциозную выборку материала, чаще описывая удачные действия Посошников, чем победы их противников — биркебейнеров (берестеников). Действие Саг начинается в 1202 году с избрания королём Норвегии Хакона Сверрирсона. Таким образом, они являются непосредственным продолжением «Саги о Сверрире». Краткая версия доводит изложение до отъезда из Норвегии вождя Посошников Хрейдара Посланника в 1210 году, пространная версия — до смерти короля Инге Бардарсона в 1217 году.
Краткая версия «Саг о Посошниках» сохранилась в составе двух компиляций — «Медной застёжки» (примерно 1300 год) и «Поздней книги из Скаульхольта» (примерно 1460 год). Пространная версия сохранилась только в переводе на датский, сделанном около 1600 года. О том, какая из версий была составлена раньше, ведутся дискуссии.
«Саги» выглядят как слабо упорядоченная подборка описаний разных эпизодов войны. При этом они являются ценным историческим источником.

## Публикация на русском языке
- Саги о Посошниках. Перевод А. В. Циммерлинга // Исландские саги. М.: Языки славянской культуры, 2000. С. 273—305.